# SUNRISE (Hi-Fi CAMPのアルバム)
「SUNRISE」は、Hi-Fi CAMPの3枚目のフルアルバムである。2012年6月20日発売。

## 作品概要
- 「2nd BEST」から約1年半ぶりのアルバム。全13曲。

## 収録曲
1. SKY HIGH
  - 作詞：KIM, SOYA, TOSHIRO、作曲：Hi-Fi CAMP、編曲：Hi-Fi CAMP, MACK

TBS「女子バレーボール ワールドグランプリ2012」テーマソング
2. Boys be Ambitious!!
  - 作詞：SOYA、作曲：Hi-Fi CAMP、編曲：Hi-Fi CAMP, MACK

10枚目のシングル。テレビ東京系アニメ「FAIRY TAIL」エンディングテーマ
3. この手伸ばして
  - 作詞：KIM、作曲：Hi-Fi CAMP、編曲：Hi-Fi CAMP

9枚目のシングル。テレビ東京系アニメ「FAIRY TAIL」エンディングテーマ
4. ヒカリ
  - 作詞：KIM、作曲：Hi-Fi CAMP、編曲：Hi-Fi CAMP

10枚目のシングル。仙台放送「あらあらかしこ」6月度エンディングテーマ
5. 桜
  - 作詞：KIM、作曲：Hi-Fi CAMP、編曲：Hi-Fi CAMP

積和不動産東北株式会社CMソング
6. Summer Magic
  - 作詞：SOYA、作曲：Hi-Fi CAMP、編曲：Hi-Fi CAMP, MACK
7. 1人になんかさせたりしない
  - 作詞:KIM、作曲：Hi-Fi CAMP、編曲：Hi-Fi CAMP, MACK
8. Pride
  - 作詞：SOYA、作曲：Hi-Fi CAMP、編曲：Hi-Fi CAMP

安比高原スキー場ウィンターシーズン タイアップ曲
長崎県高校総合体育大会FM長崎応援テーマソング
9. MY WAY〜Realistic Dreamer〜
  - 作詞：SOYA、作曲：Hi-Fi CAMP、編曲：Hi-Fi CAMP
10. 愛し君へ
  - 作詞：KIM、作曲：Hi-Fi CAMP、編曲：Hi-Fi CAMP, MACK
11. be with you
  - 作詞：KIM, SOYA、作曲Hi-Fi CAMP、編曲：Hi-Fi CAMP
12. 月雪花
  - 作詞：SOYA、作曲Hi-Fi CAMP、編曲：Hi-Fi CAMP, DAKI
13. 数え切れないKiss
  - 作詞：KIM、作曲Hi-Fi CAMP、編曲：Hi-Fi CAMP, MACK

9枚目のシングル。トーヨータイヤ スタッドレスタイヤ「GARIT G5」CMソング